# Архелон
Архелон (Archelon ischyros) — викопна гігантська морська черепаха крейдового періоду. Належить до родини родини Protostegidae. Спочатку вважався найближчим родичем Шкірястої черепахи, однак пізніше виявилося, що Protostegidae окрема лінія від усіх сучасних черепах. Рід є найбільшими в історії світу черепахами. Найбільший задокументований екземпляр важив 2,2 т, мав довжину 4,6 м від голови до хвоста і 4 м від одного ласта до іншого. Відомий лише один вид A. ischyros, який знайшли в Південній Дакоті. Раніше до роду відносили види A. marshii та A. copei, проте пізніше їх перекласифікували відповідно до Protostega і Microstega. Рід названий 1895 року палеонтологом Джорджем Віландом на основі скелета, що знайдений у Південній Дакоті.
В архелона був шкіряний карапакс, а не тверда оболонка як у морських черепах. Мав крючкуватий дзьоб, а його раціон, можливо, складався з ракоподібних і молюсків, що повільно пересувалися дном. Населяв північні регіони Західного внутрішнього моря, де домінували плезіозаври, гесперорнісоподібні птахи й мозазаври. Вимерли наприкінці крейдового періоду.

## Таксономія

### Історія досліджень

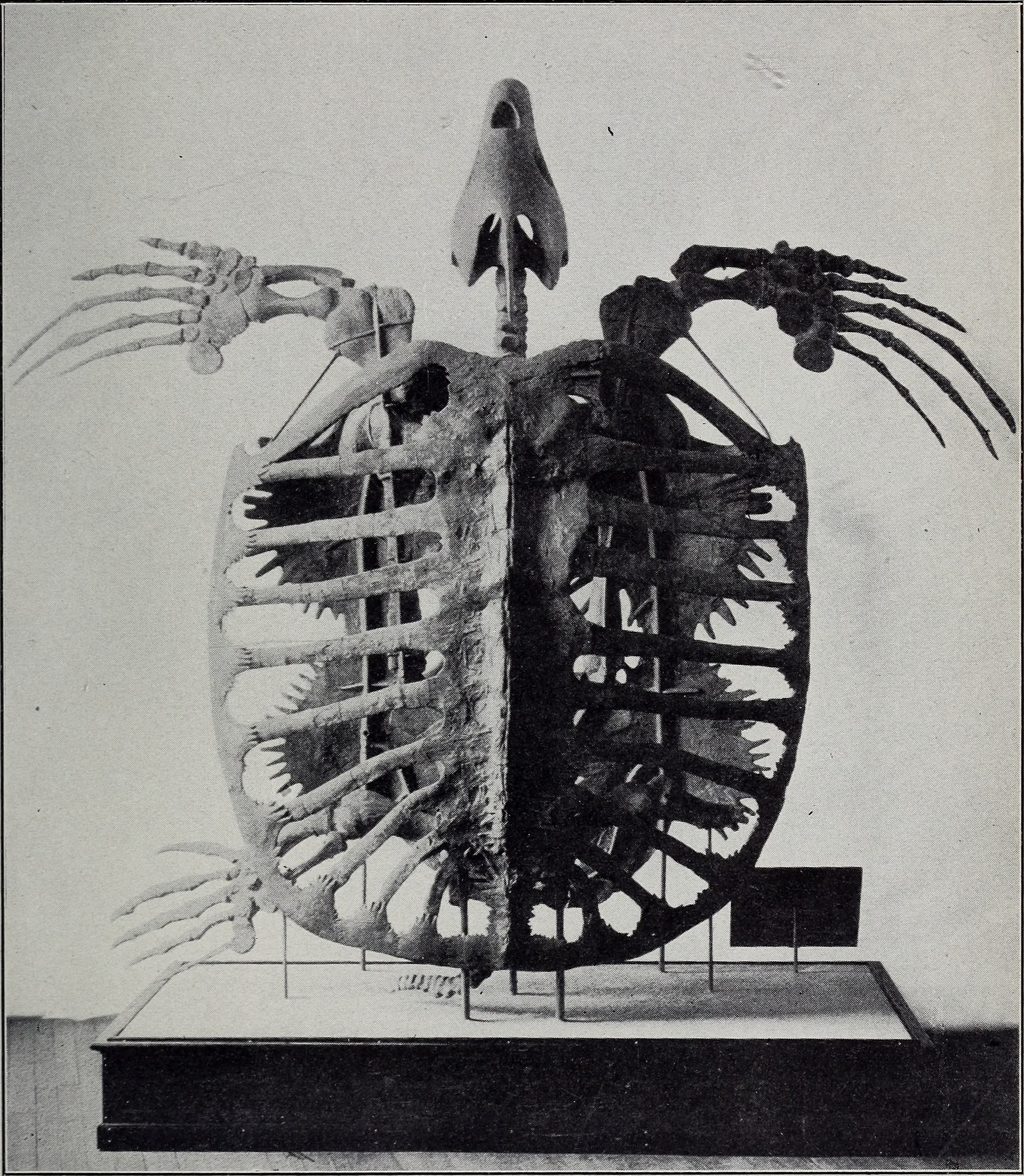
Скелет архелона, Музей природознавства Пібоді 3000

Зразок голотипу, YPM 3000, віднайшов 1895 року палеонтолог Джордж Ребер Віланд у комплексі П'єр Шейл, уздовж ріки Шаєнн, округ Кастер, Південна Дакота. Залишки походять з крейдового періоду, кампанський ярус. Того ж року він описав тварину на основі повного скелета, без черепа. Названий Archelon ischyros, від дав.-гр. ἀρχη- (arkhe-) «перший, ранній», χελώνη (chelone) «черепаха», ἰσχυρός (ischyros) «могутній». Дж. Р. Віланд помістив рід до родини Protostegidae. У тому ж комплексі 1897 року знайдений череп, другий екземпляр.
1900 року Дж. Р. Віланд описав другий вид A. marshii на основі товстішої нижньої оболонки раковини (пластона) і прямішими плечовими кістками. Останки були знайдені 1898 року американським палеонтологом Отнієлем Чарльзом Маршем, на честь нього й названий вид. Однак 1909 року Дж. Р. Віланд перекласифікував його як Protostega marshii. 1903 року уздовж річки Шеєнн знайшли третій повноцінний екземпляр.
У 1953 році швейцарський палеонтолог Райнер Цанґерль розділив Protostegidae на дві сім'ї: Chelospharginae і Protosteginae. До першої відніс Chelosphargis і Calcarichelys, до другої — Archelon і Protostega. Також було до роду Archelon перенесено Protostega copei як Archelon copei, який вперше описаний Дж. Р. Віландом у 1909 році та названий на честь Едварда Копа. У 1998 року A. copei перейшов до нового роду Microstega як М. copei.
Четвертий і найбільший екземпляр на прізвисько «Бріґітта» знайдено 1992 року в окрузі Оглала-Лакота, Південна Дакота. Остатки були передані до Музей природознавства Відня.
2002 року виявлений частковий скелет. П'ятий екземпляр знайшли в комплексі П'єр Шелд, поблизу Куперстаун, уздовж річки Шеєнн.

### Еволюція
Споріднено групою Protostegidae спочатку вважались Dermochelyidae, тому їхнім найближчим родичем могла бути Шкіряста черепаха (Dermochelys coriacea). Однак, філогенетичні дослідження доводять, що Protostegidae є відокремленою базальною групою, що виникла в пізньому крейдовому періоді. Таким чином відокремили сімейство від надсімейства Chelonioidea, що включає усіх сучасних морських черепах. Отже, Archelon не є предком морської черепахи ні сучасної, ні будь-якої іншої епохи.

## Опис

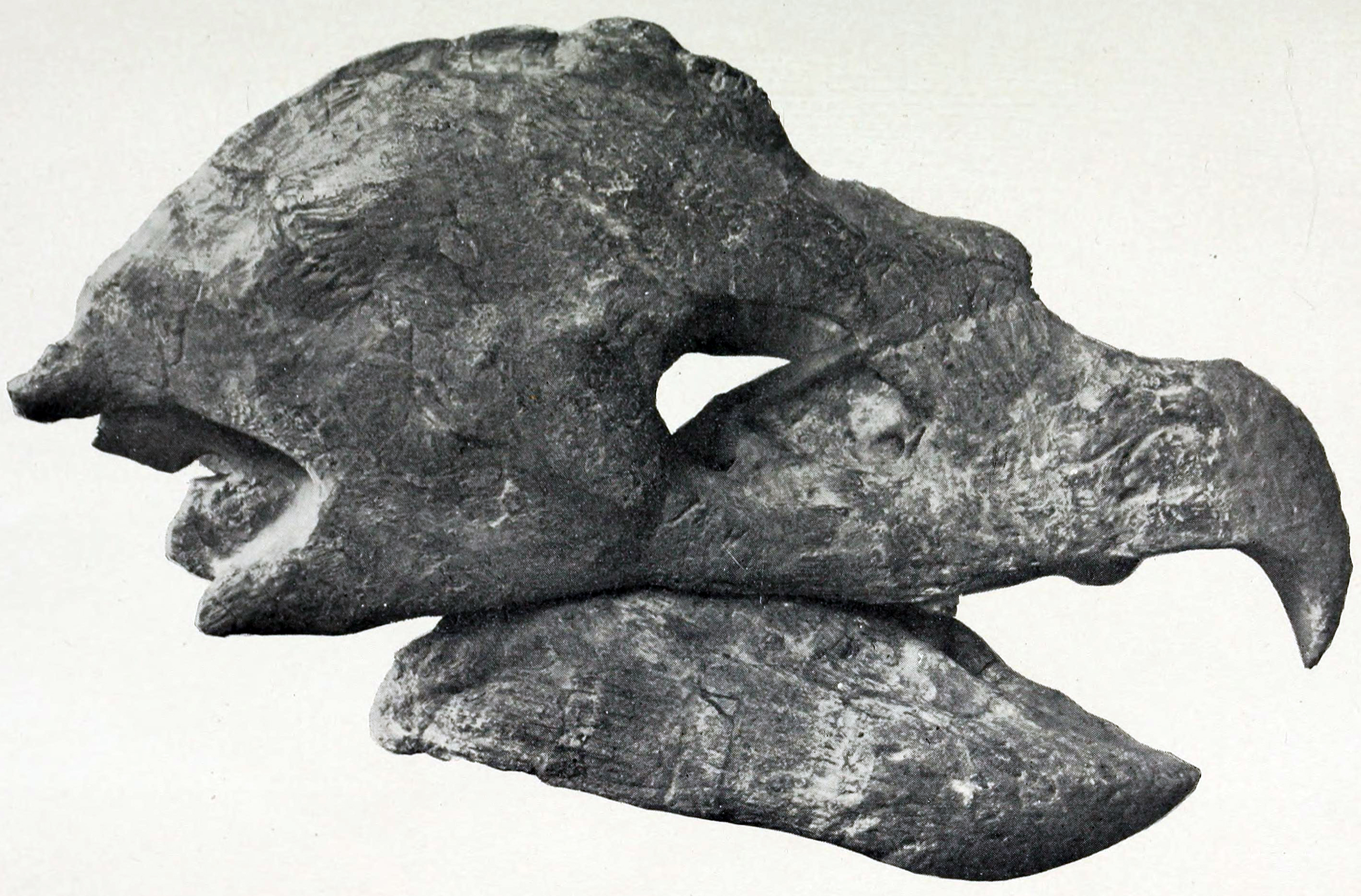
Скам'яніла голова архелона з дуже вираженим гачкуватим дзьобом.

Загальна довжина архелона від голови до хвоста 352 см, голови — 60 см, шиї — 72 см, грудних хребців — 135 см, крижової кістки — 15 см, хвоста — 70 см. Найбільший екземпляр має довжину 460 см від голови до хвоста, 400 см від одного ласта до іншого, і за життя важив приблизно 2200 кг.
У тварини витягнута і вузька голова. Дзьоб гачкуватий і великий, подібний до хижих птахів. Проте у нього задня частина гострого краю тупіша, чим у морських черепах. Ймовірно, при житті він був покритий оболонкою. Більша частина голови це видовжена передщелепна кістка, яка є передньою частиною дзьоба і верхніми щелепами. Вилична кістка округлена, а не трикутна як у сучасних представників, і через подовжену голову не виступає так далеко як в інших черепах. Ніздрі витягнуті та розташовані на верхній частині черепа. Порівняно з іншими черепахами вони незвично горизонтальні.
Голотип мав п'ять шийних хребців, і, ймовірно, за життя їх було вісім. Вони мають Х-подібну форму, ввігнуті та вигнуті в напрямку до голови, і випуклі з іншого боку. Їхня товста структура вказує на сильні м'язи шиї. Було знайдено десять грудних хребців: до шостого їхній розмір збільшується, а після різко зменшується. Вони були слабопов'язані з панцирем. Три хребця крижової кістки плоскі й короткі. Ймовірно, загалом було 18 хвостових хребців, лише перші вісім-десять (у області панциря) мали нервові дуги. Отже, припускається, що хвіст був дуже рухливим і згинався під кутом майже 90°.
Плечова кістка у верхній частині була пропорціонально-масивною, а променева і ліктьова кістки — короткі та компактні, що вказувало на сильні плавники при житті тварини. За консервативною оцінкою ласти могли сягали від 490 см до 610 см. Розтяжки на кістках вказують на швидкий ріст, подібний до шкіряних черепах, молодняк яких має середній темп росту 8,5 см у рік.

### Карапакс
Карапакс складається з восьми невральних пластин, що наближені до середньої лінії, і дев'яти плевральних пластин, що з'єднують середню лінію з ребрами. Усі пластини однакового розміру, крім двох менших пар, що відповідають восьмому хребцю, і більшій пластинці спинного щита. Архелон має 10 пар ребер, подібно до шкіряних черепах. Перше ребро також коротше за друге на три чверті. Однак воно не відповідає першому плевральному. Від другого до п'ятого розташовані під прямим кутом до середньої лінії. Товщина ребер збільшується у вертикальному напрямку від середньої лінії. На відміну від морських черепах, архелон має більші й розвиненіші ребра. У голотипа їхня довжина 100 см, а товщина від 2,5 см (на початку) до 4—5 см (на кінці).
Невральні і плевральні пластини в областях з'єднань утворюють нерегулярні та пальцеподібні шви. Отже, пластинки могли лежати одна над іншою під час розвитку тварини. Кісткові частини карапаксу тонкі, а ребра, особливо перша пара, і плечовий пояс — важкі. Ймовірно, через це черепахи додатково напружувалися. Архелон має остеросклеротичну структуру, де кістка щільна і важка, що, можливо, було баластом при житті, подібно до кінцівок китів та інших тварин відкритого океану.
Ймовірно, на карапаксі був гребінь, уздовж середньої лінії над областю грудної клітки. Складався семи відростків, завдовжки 2,5 см чи 5 см. Через відсутність міцного з'єднання шийних і плевральних пластин шкіра могла бути товстою, твердою і жорсткою, щоб повноцінно підтримувати плечовий пояс як це спостерігається в шкіряних черепах.

### Пластрон

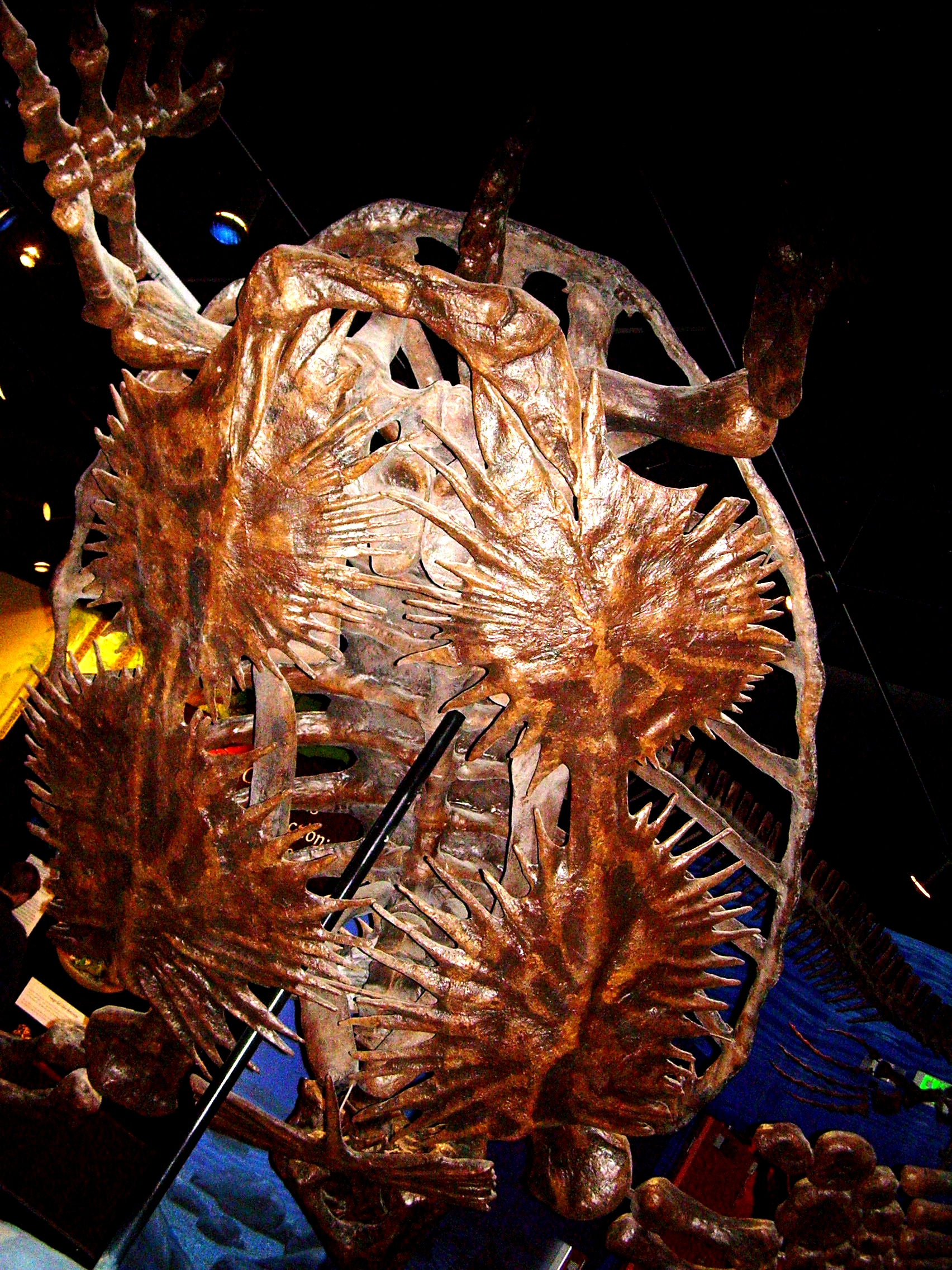
Пластрон архелона мав велику кількість шипів.

Пластрон від голови до хвоста складається з епіпластрону, малого ентопластрону, який вклинюється між першим і гіопластроном, потім гіпопластрону й ксіфіпластрону. Нижня частина панциря товста. У голотипа його довжина 210 см. На відміну від верхньої частини, він смугастий.
У Protostegidae епіпластрон і ентопластрон об'єднуються, утворюючи ентепапластрон. Він T-подібний, на відміну від Y-подібного в інших черепах. Верхня частина T закруглена, крім центра, де є маленький виступ. Зовнішній бік дещо випуклий і вигнутий. Віддаляючись від центра, краї T стають приплюснутими і ширшими.
Товстий і непереривний гребінь з'єднує гіопластрон, гіпопластрон і ксіфіпластрон. Гіпопластрон має найбільшу кількість шипів на окружності. Він дещо еліптичний і, віддаляючись від центру, стає тоншим. Шипи товстішають до їхньої середини. Направлені до голови, від семи до дев'яти шипів — короткі й трикутні. Шість середніх — довгі і тонкі. Інші 19 — плоскі. Немає відміток, що вказували б на контакт з ентепіпластроном. Гіпопластрон схожий на гіопластрон, але має більше шипів, усього 54. Ксіфіпластрон бумерангоподібний, а не прямий як у сучасних морських черепах.

## Палебіологія
Архелони були облігатними м'ясоїдними. Можливо тварини пересувалися мулистим морських дном, на що вказує товстий пластрон. За словами американського палеонтолога Семюеля Віллістона, щелепи були пристосовані для дроблення, тому черепаха могла їсти великих молюсків і ракоподібних. Він також у 1914 році припустив, що деякі Двостулкові крейдового періоду, з діаметром понад 120 см, могли витримати укус архелона. Однак їх, ймовірно, не було в Західному внутрішньому морі в період раннього кампані. Можливо також, що дзьоб був пристосований для відкушування плоті від крупніших риб і рептилій, чи, подібно до шкіряних черепах, медуз і кальмарів. Не виключають, що дзьоб використовувався для боротьби з іншими архелонами. Біля залишків черепах знаходили наутілус Eutrephoceras dekayi, і, ймовірно, вони були потенційним джерелом їжі. Можливо архелон час від часу спливав до поверхневих вод для пошуків залишків тварин.
Ймовірно, у тварин були слабкі ласти і вони не могли швидко плавати. Архелони віддавили перевагу мілким і спокійним водам, хоча і виходили до відкритого океану. Як і всі морські черепахи, вони повинні були гніздитися на березі та відкладати декілька десятків яєць до виритої в піску ями. Архелони також не брали участь у вихованні потомства. У голотипа відсутній правий нижній ласт і затримка росту кістки свідчить, що це сталося на початку його життя. Результатом цього могла бути втеча від хижого птаха після вилуплення, або укус мозазавра чи ксіфактина. За оцінками, Бріґітта прожила до 100 років і, можливо, померла в стані спокою, коли зарилась у мул на дні океану.

## Палеекологія
Архелон населяв мілководдя Західного внутрішнього моря, де дно було збіднене киснем, мулисте, і в середньому на 180 м нижче поверхні. У помірно-прохолодних водах пізнього крейдового періоду також мешкали плезіозаври, морські гесперорнісоподібні птахи, мозазаври (особливо Platecarpus), катрани, сквалікоракси, Pseudocorax, Cretolamna, ксіфактини, Placenticeras placenta, Scaphites nodosus, Didymoceras, Baculites ovatus, а також Inoceramus, белемніти, і наутиліди.
Виживання ж архелона взагалі здається неймовірним, оскільки цей рід не дожив навіть до кінця крейди. Утім, інші Protostegidae відомі до самої крейдо-палеоценової межі.

## У фільмах
- У радянському пригодницькому фільмі «Крик дельфіна» (1986) вигаданий американський атомний підводний човен називався «Архелон».
- У британському фільмі «Мільйон років до нашої ери» (1966) був архелон, хоча набагато більший за розмірами і мав повний справжній панцир.
- У фільмі Бі-бі-сі «Прогулянки з морськими чудовиськами» (2003).